# 広尾キネマ
広尾キネマ（ひろおキネマ）は、かつて存在した日本の映画館である。1915年（大正4年）に広尾不二館（ひろおふじかん、旧漢字表記廣尾不二館）として開業、その後、表題の館名（旧漢字表記廣尾キネマ）になり、第二次世界大戦中の一時期、広尾東宝映画劇場（ひろおとうほうえいがげきじょう、旧漢字表記廣尾東寶映畫劇場）と改称、戦後は広尾銀映座（ひろおぎんえいざ）として知られた。1966年（昭和41年）閉館。
不二館時代は、山野一郎、次いで牧野周一が映画説明者（活動写真弁士）として在籍し、広尾キネマ時代は、マキノ・プロダクション作品を興行したこと、戦後に新東宝社長となる大蔵貢が経営したこと等で知られる。

## 沿革
- 1915年 - 広尾不二館として開業[1]
- 1925年 - 広尾キネマに改称[1][4][5]
- 1942年 - 広尾東宝映画劇場に改称[6]
- 1950年代 - 広尾銀映座に改称[1]
- 1966年 - 閉館[1]

## データ
- 所在地 : 東京府南豊島郡渋谷町下渋谷元広尾[5]
  - 現在の東京都渋谷区広尾5-19-5 （跡地は広尾フラワーホーム）

北緯35度38分56.97秒 東経139度43分12.19秒 / 北緯35.6491583度 東経139.7200528度
- 観客定員数 : 
  - 353名（1927年[5]）
  - 405名（1942年[6]）
- 建築 : 木造モルタル2階建[10]

## 概要

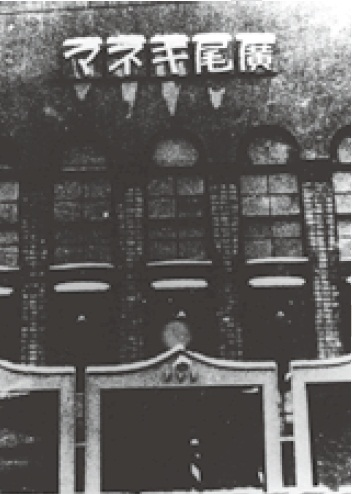
広尾キネマ、1930年代の写真

1915年（大正4年）、まだ郡部であった東京府南豊島郡渋谷町下渋谷元広尾に、映画館広尾不二館として開業する。1918年（大正7年）から館主を務めた南川光作は欧米遊学経験もあって洋画を好み、当時は、サイレント映画の時代であり、映画説明者（活動写真弁士）や楽士が在籍していたが、そのなかにのちに名人として知られる弁士・山野一郎が、他館での見習い期間を経て1920年（大正9年）から所属し、同館で映画説明の技術を磨いたとされる。同年ころの主任弁士は西川昇東であった。山野が新宿武蔵野館に転出した1923年（大正12年）には、のちに漫談家に転身する牧野周一が、同館で映画説明者としての初舞台を踏んでいる。同年9月1日に関東大震災が起き、多くに被害が及んだが、同館は急ピッチで復興を進め、同年10月12日には開館することができ、危機を乗り越えた。
1925年（大正14年）3月6日付の『時事新報』に掲載された広告「大蔵直営広尾キネマ」によれば、当時映画説明者（活動写真弁士）であった大蔵貢が、目黒キネマに次いで、同館を2万円（当時）で買収、広尾キネマに改称している。同年に発行された『日本映画年鑑 大正十三・四年』によれば、同年当時の同館は、ブロックブッキングに組み込まれない、自由配給の洋画作品を興行した。同館は同年すでに、マキノ・プロダクション配給の日本映画を上映していたらしく、のちの美術監督の木村威夫は、同年9月に公開された阪東妻三郎プロダクション作品『異人娘と武士』（監督井上金太郎）を、幼少時に同館で観た記憶を語っている。1927年（昭和2年）に発行された『日本映画事業総覧 昭和五年版』によれば、当時の観客定員数は353名、興行系統はマキノ・プロダクション、東亜キネマ、河合映画、帝国キネマの各作品であり、経営は大蔵興行部（大蔵貢の個人経営、大蔵映画の前身）、支配人は横尾延義であった。当時のマキノ作品では、1928年（昭和3年）9月21日に『神州天馬侠 第四篇』（監督吉野二郎）が、全国公開の一番手として同館で封切られている。前述の木村威夫は、同館で同年上映された『忠魂義烈 実録忠臣蔵』（監督マキノ省三）を観ているという。のちの映画監督・今井正の自宅のすぐ近くに同館があり、同館で映画を学んだという|。
その後、第二次世界大戦が開始され、1942年（昭和17年）には戦時統制が敷かれ、日本におけるすべての映画が同年2月1日に設立された社団法人映画配給社の配給により、すべての映画館が紅系・白系の2系統に組み入れられるが、このころ広尾東宝映画劇場と改称し、東宝映画の経営のもと、紅系の配給系統に入った。同年に発行された『映画年鑑 昭和十七年版』によれば、当時の観客定員数は405名、当時の支配人は渡辺茂次であった。
終戦後は、正確な時期は不明であるが、1954年（昭和29年）ころまでに広尾銀映座に改称している。同年当時の支配人は山田全吉で、経営は東日本興業（のちの東日本レジャー産業、三和興行系、代表井関種雄）であった。戦後はおもに剣戟映画を中心とした日本映画を上映し、1966年（昭和41年）、閉館した。1971年（昭和46年）5月、跡地に広尾フラワーホームが建てられ（施工長谷部建設）、現在に至る。